# Douchy-les-Mines
Douchy-les-Mines és un municipi francès, situat a la regió dels Alts de França, al departament del Nord. L'any 2006 tenia 10.022 habitants. Limita al nord amb Denain, al nord-est amb Haulchin, a l'oest amb Lourches, a l'est amb Thiant, al sud-oest amb Neuville-sur-Escaut i al sud amb Noyelles-sur-Selle.

## Demografia
| 1962                                       | 1968  | 1975   | 1982   | 1990   | 1999   | 2006   |
| ------------------------------------------ | ----- | ------ | ------ | ------ | ------ | ------ |
| 5.242                                      | 7.421 | 11.118 | 11.140 | 10.931 | 10.413 | 10.022 |
| Des de 1962: població sense dobles comptes |       |        |        |        |        |        |

## Administració
| Període   | Identitat        | Partit |
| --------- | ---------------- | ------ |
| 1989-2001 | Stanislas Soloch | PCF    |
| 2001-     | Michel Lefebvre  | PCF    |